# Municipio San Andrés Duraznal
Koordinaten: 17° 8′ 24″ N, 92° 48′ 0″ W
San Andrés Duraznal ist ein Municipio im mexikanischen Bundesstaat Chiapas. Das Municipio hat etwa 4500 Einwohner und eine Fläche von 38,5 km². Verwaltungssitz und größter Ort des Municipios ist das gleichnamige San Andrés Duraznal.
Das Municipio San Andrés Duraznal wurde 1999 im Zuge eines Übereinkommens zwischen dem EZLN und der mexikanischen Zentralregierung errichtet.

## Geographie
Das Municipio San Andrés Duraznal liegt im mittleren Norden des mexikanischen Bundesstaats Chiapas auf Höhen zwischen 300 m und 2300 m. Es zählt zur Gänze zur physiographischen Provinz der Sierra Madre de Chiapas und liegt vollständig in der hydrologischen Region Grijalva-Usumacinta. Die Geologie des Municipios wird zu 93,4 % von Kalkstein bestimmt bei 6,6 % Sandstein-Lutit; vorherrschende Bodentypen sind Planosol (86 %) und Luvisol (14 %). Etwa 73 % der Gemeindefläche sind bewaldet, 23 % dienen als Weideland.
Das Municipio San Andrés Duraznal grenzt an die Municipios Simojovel, Pueblo Nuevo Solistahuacán und Jitotol.

## Bevölkerung
Beim Zensus 2010 wurden im Municipio 4545 Menschen in 905 Wohneinheiten gezählt. Davon wurden 3912 Personen als Sprecher einer indigenen Sprache registriert, darunter 3581 Sprecher des Tzotzil. Gut 33 Prozent der Bevölkerung waren Analphabeten. 1160 Einwohner wurden als Erwerbspersonen registriert, wovon gut 93 % Männer bzw. 2 % arbeitslos waren. Über 56 % der Bevölkerung lebten in extremer Armut.

## Orte
Das Municipio San Andrés Duraznal umfasst 13 bewohnte localidades, von denen nur der Hauptort vom INEGI als urban klassifiziert ist. Zwei Orte hatten zumindest 500 Einwohner, neun Orte weniger als 100 Einwohner. Die größten Orte sind:
| Ort                 | Einwohner |
| San Andrés Duraznal | 2987      |
| Rivera Galeana      | 0786      |
| Jotolchén           | 0339      |